# جيسون برنارد
جيسون برنارد (بالإنجليزية: Jason Bernard)‏ مواليد 17 مايو 1938 في شيكاغو - الوفاة 16 أكتوبر 1996 في كاليفورنيا، الولايات المتحدة، هو ممثل أمريكي بدأ مسيرته الفنية سنة 1969. امتدت مسيرته الفنية لأكثر من 27 عاما.

## الأعمال
- كاذب كاذب
- ديناصور
- البرق
- إمبتي نيست
- ديزاينينغ وومين
- طائر
- عرض كوسبي

## وصلات خارجية
- جيسون برنارد على موقع IMDb (الإنجليزية)
- جيسون برنارد على موقع أول موفي (الإنجليزية)
- جيسون برنارد على موقع قاعدة بيانات الفيلم (الإنجليزية)